# Amtsgericht Lößnitz

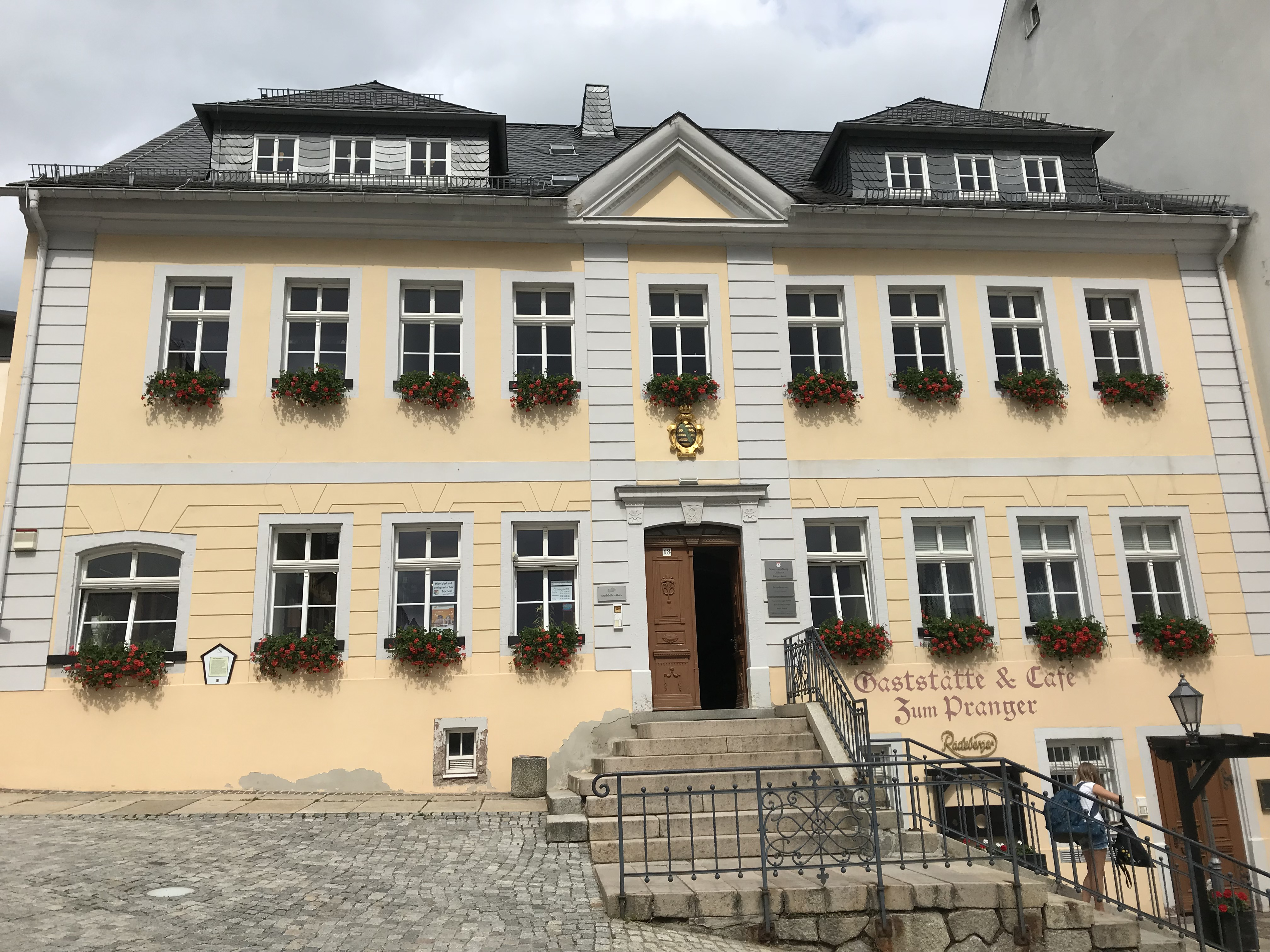
Ehemaliges Amtsgericht (2018)

Das Amtsgericht Lößnitz war ein Gericht der ordentlichen Gerichtsbarkeit und ein Amtsgericht in Sachsen mit Sitz in Lößnitz.

## Geschichte
In Lößnitz bestand bis 1879 das Gerichtsamt Lößnitz als Eingangsgericht. Im Rahmen der Reichsjustizgesetze wurden 1879 im Königreich Sachsen die Gerichtsämter aufgehoben und Amtsgerichte, darunter das Amtsgericht Lößnitz, geschaffen. Der Gerichtssprengel umfasste Lößnitz, Alberoda mit Niederpfannenstiel, Dittersdorf, Grüna, Niederaffalter, Niederlößnitz, Blaufarbenwerk Niederpfannenstiel, Oberaffalter, Oberpfannenstiel und Streitwald. Das Amtsgericht Lößnitz war eines von 16 Amtsgerichten im Bezirk des Landgerichtes Zwickau. Der Amtsgerichtsbezirk umfasste danach 9164 Einwohner. Das Gericht hatte damals eine Richterstelle und war ein kleines Amtsgericht im Landgerichtsbezirk.
Zum 31. Dezember 1931 wurden das Amtsgericht Lößnitz aufgelöst und sein Sprengel auf das Amtsgericht Aue übertragen.

## Gerichtsgebäude

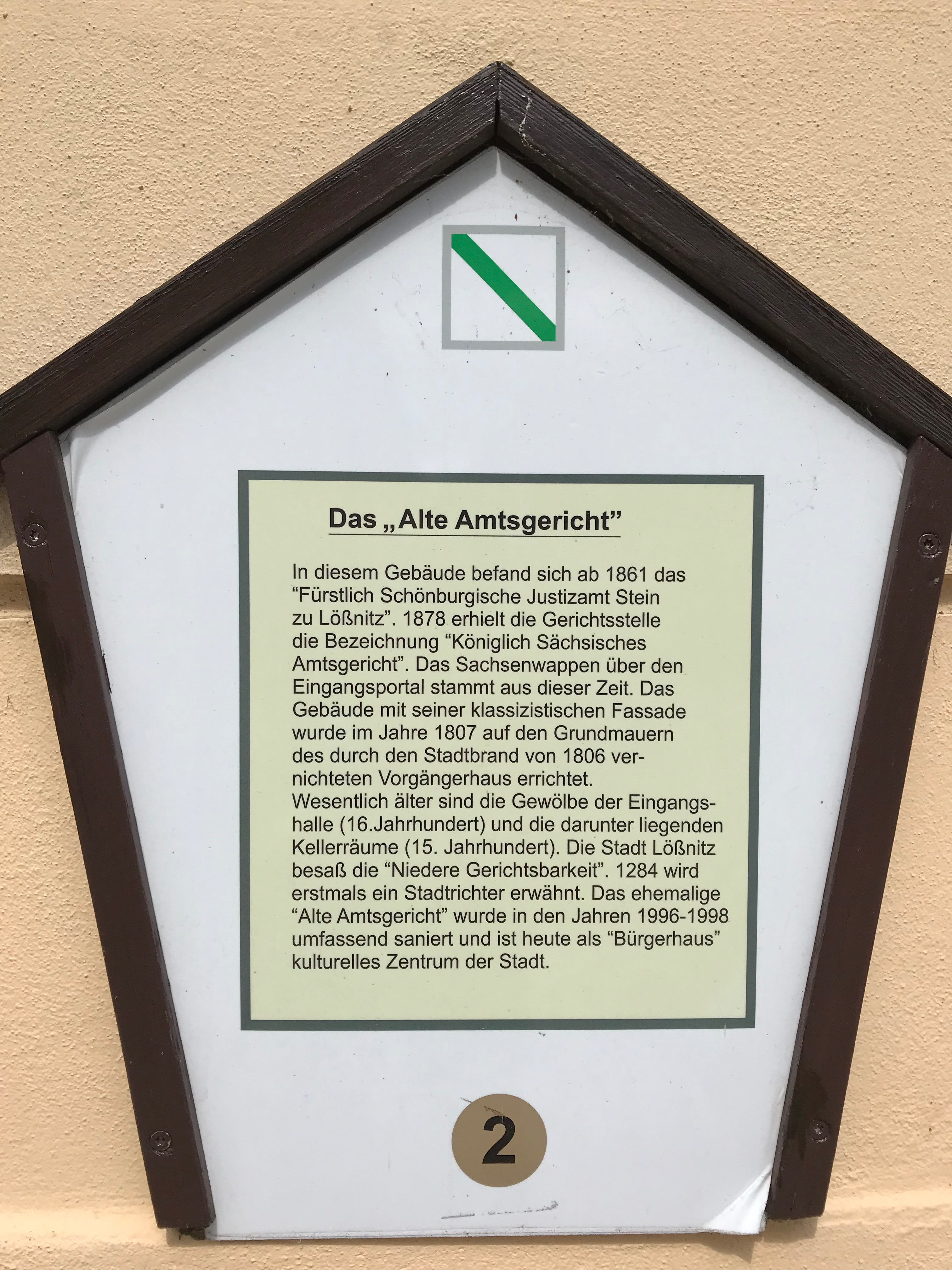
Innerstädtischer Lehrpfad Lößnitz, Infotafel Altes Amtsgericht

Das Gerichtsamt nutzte das mit 1807 bezeichnete Gebäude des Gerichtsamtes (Marktplatz 13). Der Putzbau in frühklassizistischem Erscheinungsbild ist baugeschichtlich, ortsgeschichtlich und platzbildprägend von Bedeutung und steht daher unter Denkmalschutz.